# Glaucidium castanotum
El mochuelo de Ceilán (Glaucidium castanotum ) es una especie de ave estrigiforme de la familia Strigidae endémica de Sri Lanka, donde habita los bosques húmedos tropicales. No tiene subespecies reconocidas.